# José Albiñana Marín
José Albiñana Marín (L'Alcúdia de Crespins, 1879 - 1939) fou un advocat i polític valencià.
Va estudiar Dret a la Universitat de València (1901). Afiliat al partit liberal, va ser elegit diputat provincial en 1909 pel districte Ontinyent-Enguera. El mateix any que el seu germà Rafael Albiñana Marín era elegit pel districte de Xàtiva-Albaida. Durant el seu pas per la Diputació de València, des de 1909 a 1920, va ser director de la Casa de la Beneficència des de 1911 a 1915 i director de l'Hospital General, des de maig de 1917 fins a juliol de 1918.